# サン＝マルセル
サン＝マルセル（フランス語: Saint-Marcel [sɛ̃ maʁsɛl]）は、イタリア共和国ヴァッレ・ダオスタ州にある、人口約1,400人の基礎自治体（コムーネ）。

## 地理

### 位置・広がり

#### 隣接コムーネ
隣接するコムーネは以下の通り。
- ブリソーニュ
- コーニュ
- フェーニス
- ニュス
- クアール

## 行政

### 分離集落
サン＝マルセルには、以下の分離集落（フラツィオーネ）がある。
- Basses-Druges, Champremier, Crêtes, Druges, Enchésaz, Fontaney, Grand-Chaux, Grandjit, Layché, Mézein, Morges, Mulac, Plout, Pouriaz, Réan, Ronc, Sazaillan, Seissogne, Viplanaz, Prélaz (chef-lieu), Prarayer, Clapey, Sinsein, Troil, Moulin, Grange